# Alege
Die Sprache Alege (alegi, ugbe und uge; ISO 639-3 ist als) ist eine fast ausgestorbene nigerianische Sprache, die im Bundesstaat Cross River gesprochen wird.
Sie zählt zur Bendi-Gruppe der Cross-River-Sprachen und wird nur noch von 1.200 Menschen gesprochen.
Gemeinsam mit der Sprache Gayi [bzy] und den anderen Cross-River-Sprachen bildet das Alege die Sprachgruppe der Ost-Benue-Kongo-Sprachen.